# Dragstift

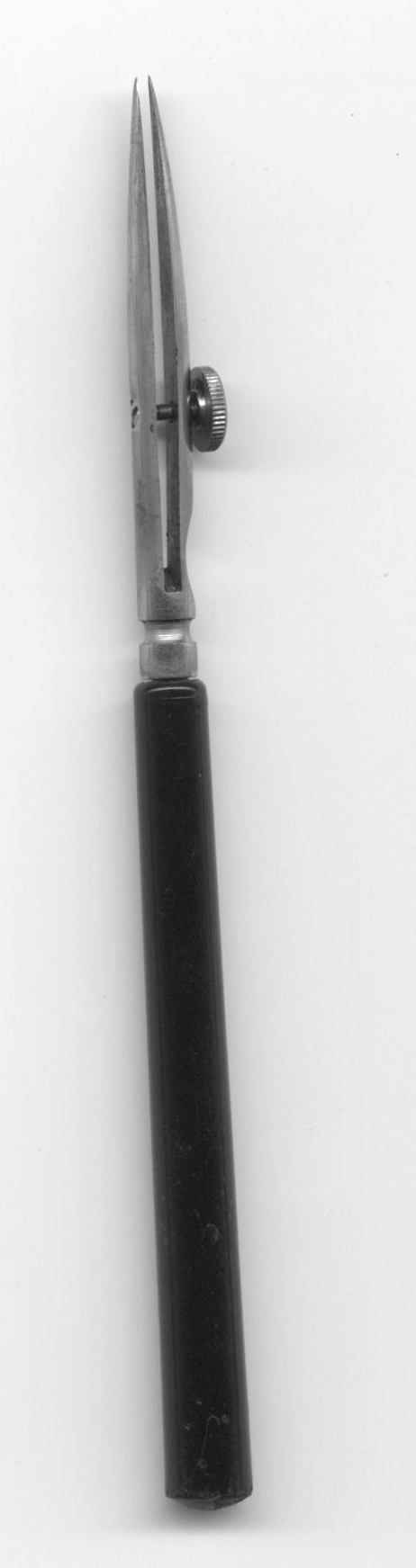
Dragstift

Dragstift är ett ritverktyg med reglerbart stift för framställande av linjer med tusch eller annan skrivvätska på t.ex. tekniska ritningar. 
Några droppar tusch ur en flaska placeras i gapet mellan två metallskivor, som avslutas i en spets. Öppningens bredd (linjebredden) kan justeras med en skruv, som kan vara försedd med en skala.